# WICAT 150
WICAT 150 (150) је професионални рачунар, производ фирме WICAT који је почео да се израђује у САД током 1981. године.
Користио је Motorola MC 68000 као централни микропроцесор а РАМ меморија рачунара 150 је имала капацитет од 256 KB до 512 KB. 
Као оперативни систем кориштен је Wicat OS, Unix, PICK.

## Детаљни подаци
Детаљнији подаци о рачунару 150 су дати у табели испод.
|                       |                                                                       |
| [ 1 ]                 |                                                                       |
| Произвођач            |                                                                       |
| Тип                   | професионални рачунар                                                 |
| Меморија              | 256 до 512                                                            |
| Поријекло             | Сједињене Америчке Државе                                             |
| Година                | 1981                                                                  |
| Тастатура             | тастатура са пуним помаком тастера са одвојеном нумеричком тастатуром |
| Процесор              |                                                                       |
| Фреквенција процесора | 8                                                                     |
| RAM                   | 256 до 512                                                            |
| ROM                   | непознато                                                             |
| Текст                 | 80 x 25                                                               |
| Графика               | непознато                                                             |
| Боја                  | монохроматски уграђени монитор                                        |
| Звук                  | непознато                                                             |
| Димензије             | непознато                                                             |
| Портови               |                                                                       |
| Оперативни систем     |                                                                       |